# Симон Врацијан
Симон Врацијан (5. април 1882 — 21. мај 1969) био је јерменски политичар и активиста Јерменске револуционарне федерације. Био је један од лидера Прве републике Јерменије (1918–1920) и био је њен последњи премијер свега 10 дана 1920. Био је и на челу Одбора за спас отаџбине 40 дана током антибољшевичког фебруарског устанка 1921. године. Док је био у егзилу, наставио је своје политичке и образовне активности у јерменској дијаспори и написао неколико књига, међу којима се издвајају шестотомне мемоаре Keankʻi ughinerov („На путу живота“) и своју историју Прве републике Јерменије под називом Hayastani Hanrapetutʻiwn („Република Јерменија“).

## Биографија
Врацијан је рођен као Симавон Гроузијан у селу Бољшије Сали у близини Нор Нахичевана у Руској империји (сада Нахичеван на Дону ) 5. априла 1882. (24. марта по јулијанском календару ). Када је имао пет година, његова породица се настанила међу козацима у области Кубан, иако су се убрзо вратили у Мец Салу на инсистирање Врацијанове мајке, која је желела да њена деца добију јерменско образовање. Након школовања у јерменским и руским школама, придружио се Јерменској револуционарној федерацији (АРФ, такође познат као Дасхнактсутиун или Дашнак партија) 1898. године, очигледно грешком док је покушавао да се придружи ривалској Хунчак партији, која је одржавала састанак у истој згради. Даље школовање стекао је у Геворгијанској богословији у Ечмиадзину од 1900. до 1906. године. Врацијан се вратио у Нор Нахичеван као оперативац АРФ-а и учествовао на 4. генералном конгресу Дашнакцутиуна у Бечу 1907. године, где је подржао усвајање социјализма у партијском програму.
Године 1908. отпутовао је у Санкт Петербург да студира право и образовање. Стекао је своју предају, али је добио инструкције да побегне из Русије пре него што је завршио диплому права због појачане репресије царских власти над члановима АРФ-а. Прво је отишао у Цариград, а затим у Ерзурум, где је позван да обучава јерменске учитеље на Санасарској академији и предаје историју у средњој школи за девојке. Затим је отпутовао у Сједињене Државе 1911. где је уређивао новине Хајреник у Бостону.
Године 1914. отпутовао је у Ерзурум у Османском царству да присуствује 8. генералном конгресу Дашнакцутиуна као представник партијске организације у Америци. Био је биран у Биро странке (њено највише извршно тело) и мешао се са лидерима Младотурака. У августу 1914. је био затворен као руски шпијун, али је побегао у Закавказје, где се укључио у јерменске добровољачке јединице које су се бориле са руском војском. После распуштања јединица, присуствовао је Московској државној конференцији, Јерменском националном конгресу и изабран је за члана Националног савета. Хованес Качазноуни га је замолио да га прати на његовој турнеји по Европи и Америци 1919. године, али су му Британци одбили визу јер су га видели као радикалног социјалисту. Исте године именован је за министра рада, пољопривреде и државне функције у кабинету Александра Хатисијана. Његове позиције су пренете на владу Хама Охањањана ; такође је преузео одговорност за информисање и пропаганду. Након оставке владе и неуспеха Хованеса Качазноунија да формира коалицију, Врацијан је прихватио место премијера 23. новембра 1920.
Дана 2. децембра предао је Јерменију бољшевицима. Касније се сакрио, а касније се појавио у фебруару 1921. као председник Комитета за спас отаџбине, који је предводио антибољшевички фебруарски устанак који је накратко збацио совјетску власт у Јерменији. У априлу, након што су антибољшевички побуњеници били приморани да се повуку на југ у планински регион Зангезур, Врацијан је постао премијер Републике Горске Јерменије. Међутим, ова република је трајала само око 40 дана; у јулу је побегао у Персију са својим телохранитељима и помоћницима, остављајући жену и дете са радником American Near East Relief др. Кларенцеом Ашером. Такође је апеловао на Европу и Турску за помоћ против бољшевика. Врацијан је затим путовао по Европи, настанивши се у Паризу да уређује званичне новине АРФ-а Дрошак од 1924. до 1933. Године 1939. вратио се у Сједињене Државе и тамо остао дванаест година због избијања Другог светског рата. Године 1945. представио је петицију Генералној скупштини УН у Сан Франциску тражећи обнову Вилсонове Јерменије коју је Турска држала у Јерменији.
Током свог живота уређивао је разне, сада угашене јерменске периодике и новине, укључујући Харацх и Хоризон. Такође је много путовао, апелујући на разне европске силе да помогну Јерменији да поврати своју независност. Коначно се настанио у Бејруту у Либану 1952. године, где је био директор и предавао курсеве на јерменском колеџу (Nshan Palandjian Jemaran), једној од главних школа јерменске дијаспоре. Међу његовим бившим ученицима су истакнути јерменски историчари Ричард Г. Хованисијан и Џерард Либаридијан. Умро је у Бејруту са 87 година 21. маја 1969.

## Лични подаци
У својим мемоарима Врацијан објашњава да је његово првобитно презиме, Гроузијан, дошло од јерменске речи „гроуз“ (գռուզ), што значи коврџав или коврџав. То је било зато што су многи људи из његове шире породице имали коврџаву косу. Презиме му је променио школски учитељ Меликјан, који је погрешно претпоставио да је Гроузијан искварен грузински (од руског грузин, што значи грузијски), и тако га је јерменизирао у Врацијан (од јерменске речи за грузијски). Врацијан описује да је након инцидента са Меликјаном његова породица била подељена у три табора: логор Гроузијан, који је укључивао његову мајку, која је мислила да је издајник, и његовог конзервативног ујака Гарабеда; логор Гроузинијана, који се састоји од његовог „љубитеља свих нових ствари“ (како га је описао Врацијан) ујака Мергијана; и врачког логора чији је Симон био једини члан. Такође у својим мемоарима помиње да му је бака умрла у 116. години, али да се то не може доказати јер већина земаља није почела да бележи датуме рођења до 1900. године.
Свог оца описује као приповедача, чије су приче повећале посао за породични кафић. Такође пише у својим мемоарима (Keankʻi ughinerov) о свом богатом ујаку по мајци Микишки и процењује да је његова нето вредност неколико милиона долара. Врацијан приповеда како му је његов „јефтин“ и „шкрт“ ујак Микишка по мајци дао еквивалент од 20 модерних америчких центи за путовање од 2.000 километара. Такође се присећа како је касније, када се укључио у јерменске политичке партије, требало да буде члан Социјалдемократске партије Хчакијана. Међутим, он и његов пријатељ су случајно ушли на састанак Дашнака и сами су постали Дашнаци. Он такође детаљно описује Генералне конгресе АРФ-а, на пример који члан конгреса је желео савез са Русијом, ко је желео да финансира лечење јерменских сељана од вашки,  у ком је хотелу одсео и са ким се спријатељио. Он описује своје пријатељство са истакнутим личностима јерменског националног покрета као што су Зоријан, Хамазасп, Андраник, Армен Гаро, Арам Манукјан, између осталих. На пример, у другом тому својих мемоара Keankʻi ughinerov, он прича да је годину дана био наставник јерменске историје. Једна од његових ученица која је увек ометала час била је Андраникова ћерка. Врацијан је ударио Андраникову ћерку, и позван је у канцеларију директора. Тамо је срео Андраника, а када је Врацијан објаснио зашто је ударио његову ћерку, Андраник се захвалио Врацану што ју је дисциплиновао. Врацијан је такође био близак пријатељ Драстамата Канајана (Дро), са којим је неколико година живео у Бејруту; Врацијан је написао књигу о Дровом животу под називом Mrrkatsin Dron („Дро рођен у олуји“). 
У Врацијановим мемоарима нема извештаја о његовој жени или деци. „Шест затвора и две револуције“ Оливера Болдвина даје нам једини доказ о његовој непосредној породици. Болдвин је био Енглез који је постао потпуковник јерменске војске. Био је у кући др Кларенса Ашера када је стигао гласник од Врацијана тражећи од др Ашера да сачува његову жену и сина када бољшевици преузму власт. Међутим, према Болдвину, Врацијанов син је „умро од изложености“ док су бежали у Персију после фебруарског устанка. О Врацијановој жени и сину нема више помена.